# Nickelodéon (cinéma)
Pour les articles homonymes, voir Nickelodeon.

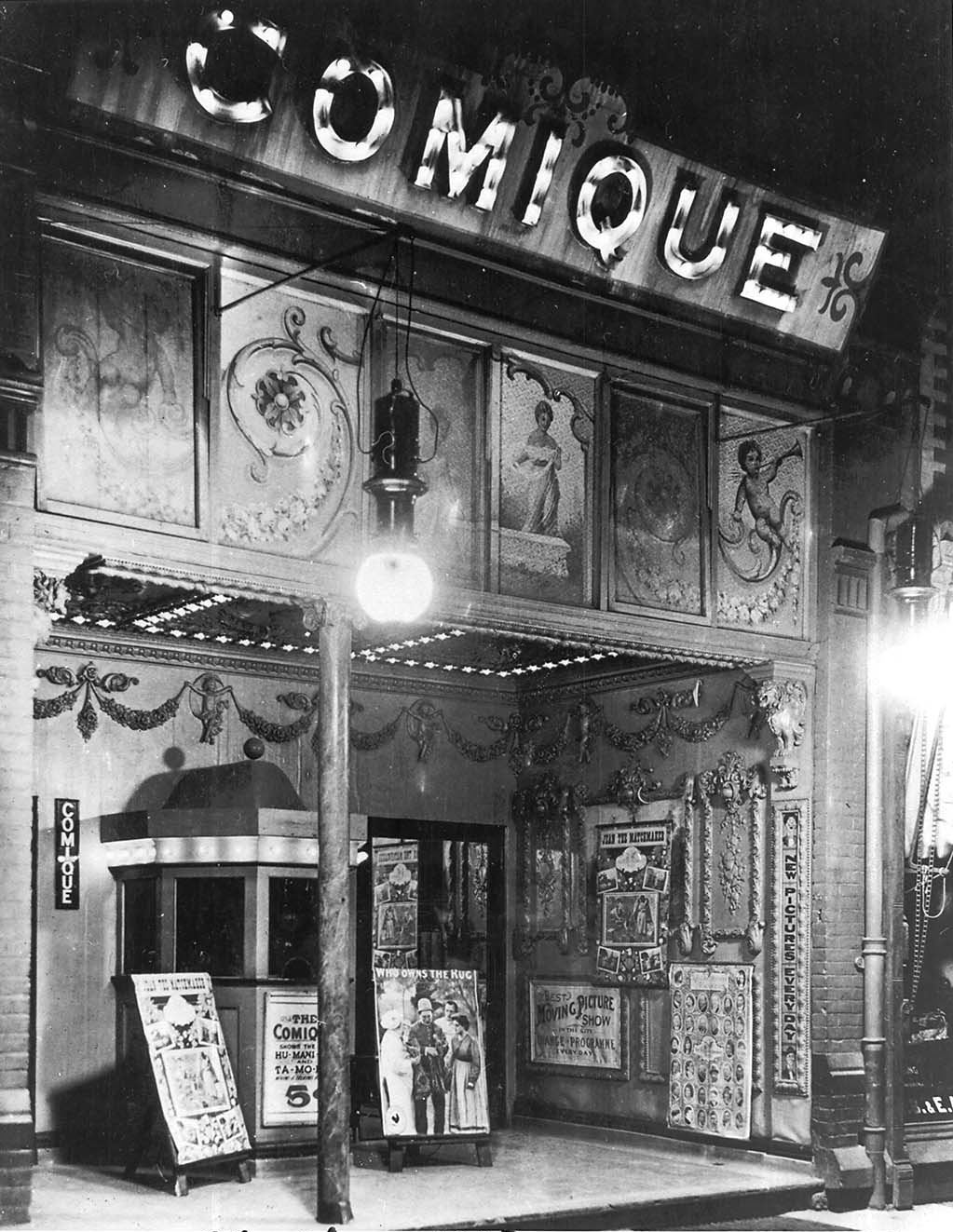
Une salle Nickelodeon de Toronto, Ontario, Canada, vers 1910.

Un nickelodéon (en anglais : nickelodeon) était un type de petite salle de cinéma de quartier au début du XXe siècle aux États-Unis et au Canada. Le nom provient de l'américain « nickel » et du grec « odéon », qui désignent respectivement la pièce de 5 cents (celle que les spectateurs devaient glisser dans un tourniquet pour accéder à la salle), et un édifice destiné à écouter de la musique. Les nickelodéons sont considérés comme le premier réseau de salles de cinéma, après celui des Kinétoscope Parlors de Thomas Edison au tarif d'entrée plus élevé (une pièce de 25 cents, appelée « quarter »).
Le premier nickelodéon apparaît en novembre 1905, lorsque l'entrepreneur John Harris se rend à Pittsburgh pour y négocier un local commercial. Il convoite une ancienne boutique située à Smintfield Street, un quartier très fréquenté. Après avoir obtenu une baisse importante du loyer, et avoir aménagé l'intérieur, il a l'idée de solder des places de spectacle cinématographique au prix de 5 cents, une pièce de monnaie appelée « nickel ». Le succès est alors au rendez-vous puisque sa salle affiche complet de 8 h à minuit, ce qui pousse John Harris et son associé Harry Davis, à ouvrir d'autres nickelodéons. Cette idée sera reprise sous d'autres appellations par divers concurrents.
Les nickelodéons situés dans des zones de forte concurrence comportaient un piano ou un orgue, pour qu'un musicien accompagne de façon appropriée les séquences muettes projetées (par exemple du classique ragtime pour une course-poursuite, ou ce qu'on appelait à l'époque la musique « Eliza-crossing-the-ice » pendant les scènes pour faire frémir). Les séances duraient généralement 15 minutes aux débuts des nickelodéons, composées en général de 3 ou 4 courts films.
Ceux qui allaient devenir les plus importants producteurs américains à la tête des majors étaient des émigrés d'Europe, la plupart de confession juive. Les longues queues aux entrées des nickelodéons les persuadèrent d'investir dans ce domaine hautement rentable. Ainsi, Carl Laemmle, émigrant allemand, était un travailleur modeste dans la confection, qui fonda Universal. William Fox, ancien teinturier devenu clown après une faillite, créa ce qui allait devenir la Twentieth Century Fox. Marcus Loew, après plusieurs petits boulots, consacra ses économies à l'achat d'un Penny Arcade  qu'il transforma en nickelodéon puis créa une société qui allait devenir la Metro-Goldwyn-Mayer. Les quatre frères Warner, quant à eux, réparateurs de bicyclettes, fondèrent la puissante Warner Bros. grâce aux bénéfices engrangés dans les nickelodéons (un seul mois d'exploitation, malgré le faible coût d'entrée, permettait d'ouvrir une nouvelle salle). Adolph Zukor était ancien marchand de peaux de lapins établi fourreur après son mariage avec une compatriote hongroise. Il fut à l'origine de la Paramount avec Jesse L. Lasky.